# Ictinia
Ictinia – rodzaj ptaków z podrodziny jastrzębi (Accipitrinae) w rodzinie  jastrzębiowatych (Accipitridae).

## Zasięg występowania
Rodzaj obejmuje gatunki występujące w Ameryce.

## Morfologia
Długość ciała 29–38 cm, rozpiętość skrzydeł 70–85 cm; masa ciała samic 232–339 g, samców 190–269 g.

## Systematyka

### Etymologia
- Ictinia: gr. ικτιν iktin lub ικτινος iktinos „kania”[7].
- Nertus: gr. νερτος nertos „typ jastrzębia”, być może sęp[8]. Gatunek typowy: Falco plumbeus J.F. Gmelin, 1788.
- Poecilopteryx: gr. ποικιλος poikilos „pstrokaty, cętkowany”; πτερυξ pterux, πτερυγος pterugos „skrzydło”[9]. Gatunek typowy: Falco plumbeus J.F. Gmelin, 1788.

### Podział systematyczny
Do rodzaju należą następujące gatunki:
- Ictinia mississippiensis (A. Wilson, 1811) – kanialuk jasnogłowy
- Ictinia plumbea J.F. Gmelin, 1788 – kanialuk szary